# Italsko-řecká válka
Italsko-řecká válka (řecky Ελληνοϊταλικός Πόλεμος, Ellinoitalikós Pólemos nebo Πόλεμος του Σαράντα Pólemos tou Saránda, „Válka roku '40“, italsky Guerra di Grecia) byl konfilkt mezi Itálií a Řeckem, který trval od 28. října 1940 do 23. dubna 1941 a byl první fází balkánského tažení za druhé světové války. Po intervenci nacistického Německa dne 6. dubna 1941 konflikt přerostl v bitvu o Řecko.

## Regionální politika
V polovině roku 1940 sledoval Benito Mussolini žárlivě úspěchy Adolfa Hitlera, svého spojence a chtěl dovést Itálii k podobným vojenským úspěchům. Itálie od jara 1939 okupovala Albánii a od léta 1940 také několik britských pevností v Africe (Britské Somálsko), ale nemohla se chlubit takovými úspěchy jako nacistické Německo. Mussolini se tedy rozhodl rozšířit své zájmy na Balkáně. Mussolini plánoval intervenci na Balkán již delší čas a nebyl v takových myšlenkách osamocen. Velení italského královského námořnictva o tom snilo celá třicátá léta.

## Hra nervů

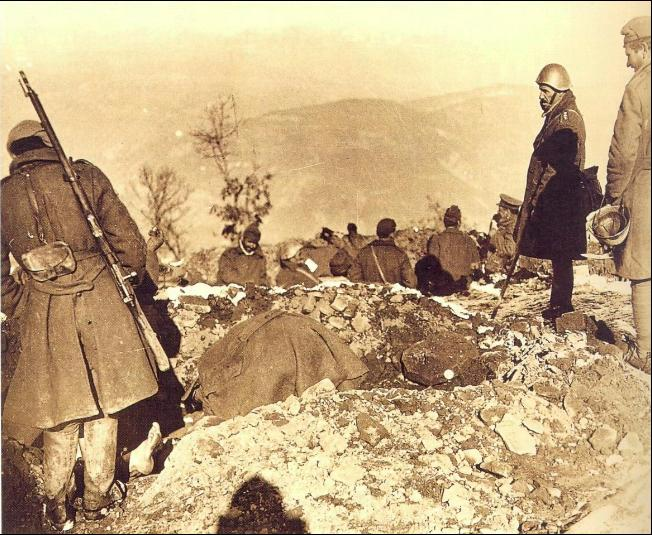
Řečtí vojáci hloubí zákopy na linii Elaia-Kalamas v březnu 1939

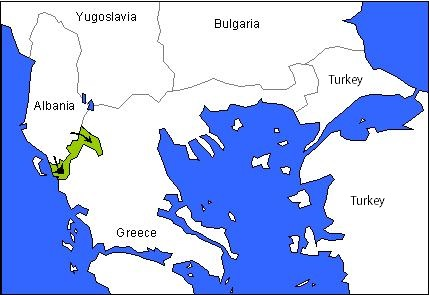
Počáteční italský útok

I když Mussolini měl v úmyslu Řecko napadnout tak jako tak, přece jen nechtěl vypadat jako očividný agresor. Usnadnit mu v tom měla řada provokací. Napřed Italové obvinili Řeky z vraždy "tsamurského hrdiny" (ve skutečnosti nebezpečného bandity) Dauta Hodži, jehož mrtvé tělo se našlo ve vesnici Vrina nedaleko řecké hranice. V červenci 1940 napadaly italské výškové bombardéry ze základen na italských Dodekanéských ostrovech opakovaně řecká vojenská i civilní plavidla a 15. srpna 1940 potopila italská ponorka Delfino řecký křižník Elli, kotvící na ostrově Tinos. Útok byl o to odsouzeníhodnější, že byl proveden ve významný svátek řecké pravoslavné církve - v den Nanebevzetí Panny Marie. Oficiální komuniké řecké vlády sice pravilo, že křižník byl potopen "ponorkou neznámého původu", nicméně řecké obyvatelstvo všeobecně tušilo, pod jakou vlajkou tato ponorka slouží. Série provokací vyvrcholila začátkem října 1940, kdy italský bombardér pronikl nad Řecko a mezi Thébami a Livadií shodil tři bomby. Toto hrubé porušení řecké svrchovanosti bylo rázně potlačeno cenzurou.
Italské velení v Albánii, ministr zahraničí Galeazzo Ciano i samotný Mussolini však vyvodili nesprávný závěr, neboť si mysleli, že Metaxasova vláda mlčí ze strachu a v případě útoku tak italská vojska nenarazí na vážnější odpor, což názorně demonstrovala porada v Palazzo Venezia dne 15. října 1940. Dle generála Prasky mělo jemu podřízených šest divizí obsadit oblast Epirus a ostrovy Zakynthos, Kefalonia a Korfu. Pak měl následovat postup na Atény a obsazením hlavního města měla tato válka skončit. Mussolini se generála otázal na morálku řecké armády a dostalo se mu optimistické odpovědi, že Řekové neradi bojují. Na to navázal Ciano, který uvedl, že Řecko řídí hrstka proanglických plutokratů, kteří jsou také jako jediní ochotni klást odpor, ale drtivé většině řeckého obyvatelstva bude italská invaze naprosto lhostejná, nehledě na to, že z patnácti řeckých divizí byly mobilizovány jen dvě, které měly být smeteny dle Ciana a Prasky bleskovým útokem. Námitky generálů Badoglia a Roatty, že k úspěšné invazi je třeba nasadit 20 divizí a námořnictvo pro vyloďovací operace na Krétě a ostrovech v Egejském moři, což si Itálie válčící proti Britům v severní Africe nemůže dovolit, byly smeteny ze stolu. O uspěchanosti celé akce svědčí nejlépe fakt, že k tak důležité poradě nebyli přizvání zástupci námořnictva a královského letectva. Náčelník generálního štábu pozemních sil maršál Rodolfo Graziani po válce uvedl, že se o útoku dozvěděl z rozhlasu! Situaci nejlépe vystihl generálporučík Quirino Armellini, další z významných velitelů pozemních sil, když napsal, že odpovědní činitelé (Mussolini, Ciano, Prasca a albánský guvernér Francesco Jacomoni) hovořili o obsazení Řecka a případně i Jugoslávie stejně lehkovážným způsobem, jako by rozhodovali o objednání šálku kávy.

## Útok

Řecký protiútok

Poté, co 28. října 1940 řecký diktátor Ioannis Metaxas odmítl italské ultimátum, italské síly zahájily invazi do Řecka. Řecká armáda zahájila protiútok a donutila italské síly ustoupit zpět do Albánie. Do poloviny prosince Řekové okupovali přibližně čtvrtinu Albánie, kde vázali italské síly o 530 000 mužích. Italský protiútok z března 1941 vyústil v malé územní zisky kolem Himary, ale jinak zcela selhal. V prvních dubnových dnech po zapojení německé armády začala bitva o Řecko. Od 12. dubna se řecká armáda začala stahovat z Albánie, aby zabránila obklíčení rychlým německým postupem. Další vývoj byl již velmi rychlý, 20. dubna 1941 se Řecko vzdalo Němcům. Kapitulace se opakovala 23. dubna za účasti italských zástupců. I přes konečný řecký neúspěch, řecké dílčí vítězství v říjnu 1940 bylo prvním spojeneckým pozemním vítězstvím druhé světové války. Někteří historici se domnívají, že toto vítězství nepřímo ovlivnilo výsledek bitvy o Moskvu, neboť Německo na jaře invazí do Řecka (celkově i balkánským tažením) ztratilo cenný čas, což vedlo k vedení bitvy o Moskvu v zimních podmínkách.